# William Wentworth-Fitzwilliam (vicomte Milton)
Pour les articles homonymes, voir William FitzWilliam.
William Wentworth-Fitzwilliam, vicomte Milton (27 juillet 1839 - 17 janvier 1877) est un noble britannique, un explorateur  et un homme politique du Parti libéral.

## Biographie
Il est le fils aîné de William Wentworth-Fitzwilliam (6e comte Fitzwilliam), et de son épouse Lady Frances Harriet, fille de George Douglas (17e comte de Morton), et fait ses études au Collège d'Eton et au Trinity College, Cambridge . Il est épileptique.
Arrivés à Québec en juillet 1862, Milton et le docteur Walter Butler Cheadle parcourent le continent nord-américain, hivernant près de Fort Carlton. Après un été difficile ils arrivent à Victoria, en Colombie-Britannique. Avec Butler Cheadle, il remonte la rivière Athabasca et, en 1863, ils deviennent les premiers «touristes» à traverser le col Yellowhead.
Ils co-écrivent plus tard "Le passage du Nord-Ouest par terre"  et "Voyage de l'Atlantique au Pacifique, à travers le Canada", qui décrit leur expédition en détail.
À la suite de son aventure au Canada, Milton entre en politique et devient l'un des plus jeunes députés de la Chambre des communes. Il représente le West Riding of Yorkshire South entre 1865 et 1872.

## Mariage et descendance
Le 10 août 1867, à Londres, Lord Milton épouse Laura Maria Theresa Beauclerk (3 janvier 1849 - 30 mars 1886 Wentworth Woodhouse), fille de Lord Charles Beauclerk, fils de William Beauclerk (8e duc de Saint-Albans). Ils ont un fils et trois filles;
- Lady Laura Mary Wentworth-Wentworth-Fitzwilliam (1er février 1869 - 2 mars 1936) mariée le 30 avril 1889 avec le major George Sholto Douglas. Ils ont 5 enfants :
  - Margaret Laura Douglas (décédée le 2 octobre 1933)
  - Katharine Charlotte Douglas
  - Brigadier Archibald Sholto George Douglas (17 mars 1896 - 1981)
  - David Sholto William Douglas (né le 26 août 1899)
  - Lieutenant-colonel. John Sholto Henry Douglas (16 juin 1903 - 15 octobre 1960)
- Lady Mabel Florence Harriett Wentworth-Fitzwilliam (14 juillet 1870-26 septembre 1951) mariée le 29 juillet 1899 avec le lieutenant-colonel William Mackenzie Smith
- William Wentworth-Fitzwilliam (7e comte Fitzwilliam) (25 juillet 1872-15 février 1943) épouse Lady Maud Dundas, fille du 1er marquis de Zetland (décédée en 1967)
- Lady Theresa Evelyn Vilunza Wentworth-Fitzwilliam (5 septembre 1875 - 1963) mariée le 9 décembre 1908 avec le lieutenant-colonel Alan Francis Fletcher. Ils ont 2 enfants:
  - Violet Myrtle Fletcher (né en 1909)
  - Crystal Fletcher (née le 20 janvier 1920)

Le vicomte Milton est décédé le 18 janvier 1877, âgé de 37 ans, avant son père. Son fils lui succède sous le nom de comte FitzWilliam en 1902 et le 17 juin 1904, les filles de Lord Milton reçoivent, par mandat royal de préséance, le rang et la préséance de filles d'un comte.